# Catálogo musical
Un catálogo musical o catálogo temático es una serie de obras de un determinado compositor, archivo u otros documentos musicales, en el que se ordenan y numeran las obras de acuerdo con distintos criterios. Puede seguirse un orden cronológico, en función de la fecha de composición (o de estreno), según el tipo de composición o ambos criterios. También sirve para ordenar las obras presentes en colecciones bibliotecarias o particulares. 
Su finalidad es ordenar cada una de las obras de una forma adecuada dando todos los datos posibles, como la fecha de composición y publicación, ubicación del manuscrito en caso de existir, colección a la que pertenece, lugar y fecha del estreno, etc.
La elaboración de un catálogo depende de la cantidad y la calidad de la información disponible sobre el compositor. Mozart, a partir de 1784, y Haydn elaboraron en vida sendos catálogos temáticos, aunque quedaron incompletos.
Las obras de algunos compositores, especialmente de la época barroca y clásica, se han catalogado posteriormente a ellos, identificando con unas letras que designan al erudito o musicólogo concreto que realizó la catalogación, seguidas de unos números que identifican la obra, normalmente asignados por orden cronológico. Se han empleado diversos métodos, como el orden cronológico y el número de opus, o según el criterio del propio catalogador.